# مورمون لیک (آریزونا)
مورمون لیک (به انگلیسی: Mormon Lake) یک منطقهٔ مسکونی در ایالات متحده آمریکا است که در آریزونا واقع شده‌است. مورمون لیک ۲٬۱۷۸ متر بالاتر از سطح دریا واقع شده‌است.